# Parapionosyllis paucicirra
Parapionosyllis paucicirra är en ringmaskart som beskrevs av Hartmann-Schröder 1960. Parapionosyllis paucicirra ingår i släktet Parapionosyllis och familjen Syllidae. Utöver nominatformen finns också underarten P. p. papillata.